# Oskar Becker
Oskar Becker (Leipzig, 5 de septiembre de 1889-Bonn, 13 de noviembre de 1964) fue un filósofo, lógico e historiador de matemáticas alemán.

## Trayectoria académica
Se centró especialmente en el estudio de problemas de lógica y de filosofía de las matemáticas desde el punto de vista de la fenomenología de Husserl. Su trabajo representó una importante contribución a la comprensión filosófica del programa constructivista. Como estudiante de Edmund Husserl y asociado de Martin Heidegger, intentó inicialmente fundamentar una visión constructivista de las matemáticas en la fenomenología trascendental de Husserl. Posteriormente, adoptó una visión heideggeriana y existencial de las matemáticas que, según él, permitiría rescatar grandes partes de las matemáticas clásicas desde una perspectiva intuicionista y constructiva. En sus escritos posteriores, finalmente se dirigió a una interpretación radicalmente historicista del programa constructivista.